# Базар в Осло
Базар в Осло (норв. Basarene Kirkeristen) расположен у Кафедрального собора, вдоль улиц Карла-Юхана и Дроннингенс в Осло, Норвегия. Здания базара представляют собой непрерывный объект, опоясывающий с трёх сторон квартал с Кафедральным собором.

## История
Базар в Осло был построен в период с 1841 по 1859 год, его фасады выполнены из необработанного красного кирпича. Они были спроектированы в неороманском стиле Кристианом Генрихом Грошем, который выступал в качестве главного архитектора города, инженера-планировщика и инспектора по строительству. Первоначально базар был построен для мясников, продававших мясо на близлежащем рынке на площади Сторторвет, но позже здания расширили, так как их размеров оказалось недостаточно. Строительство продолжилось по той же схеме полукругом к востоку от церкви, всего было построено более 50 лавок.
Несколько раз здания рассматривались на предмет сноса в рамках плана благоустройства Кафедрального собора. В 1927 году городской совет Осло проголосовал против сноса, получив поддержку от архитектора Харальда Халса (норв. Harald Hals, 1876—1959), который занимал пост начальника отдела городского планирования с 1926 по 1947 год. Сегодня базарные залы внесены в список охраняемых объектов.

## Галерея

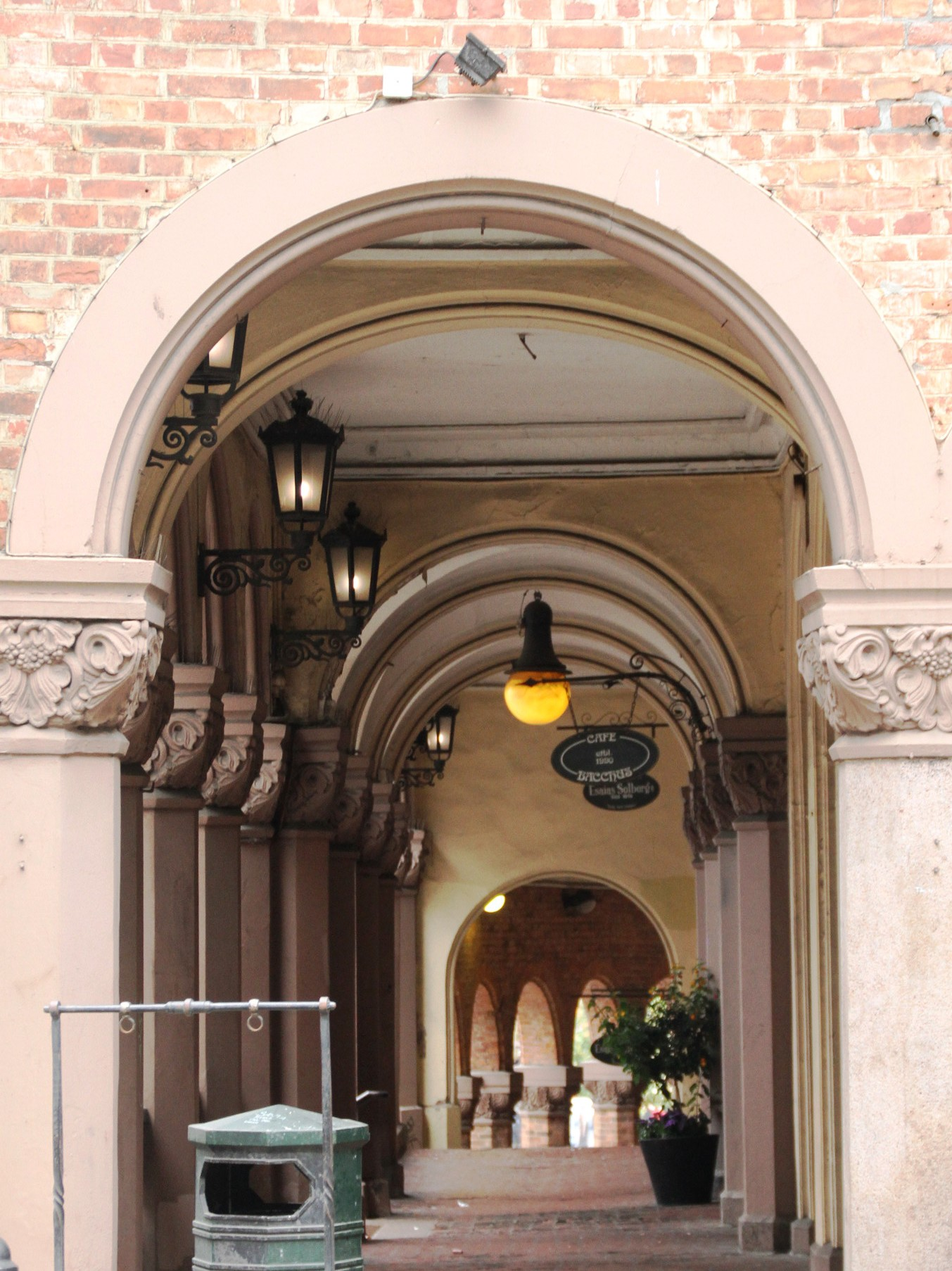
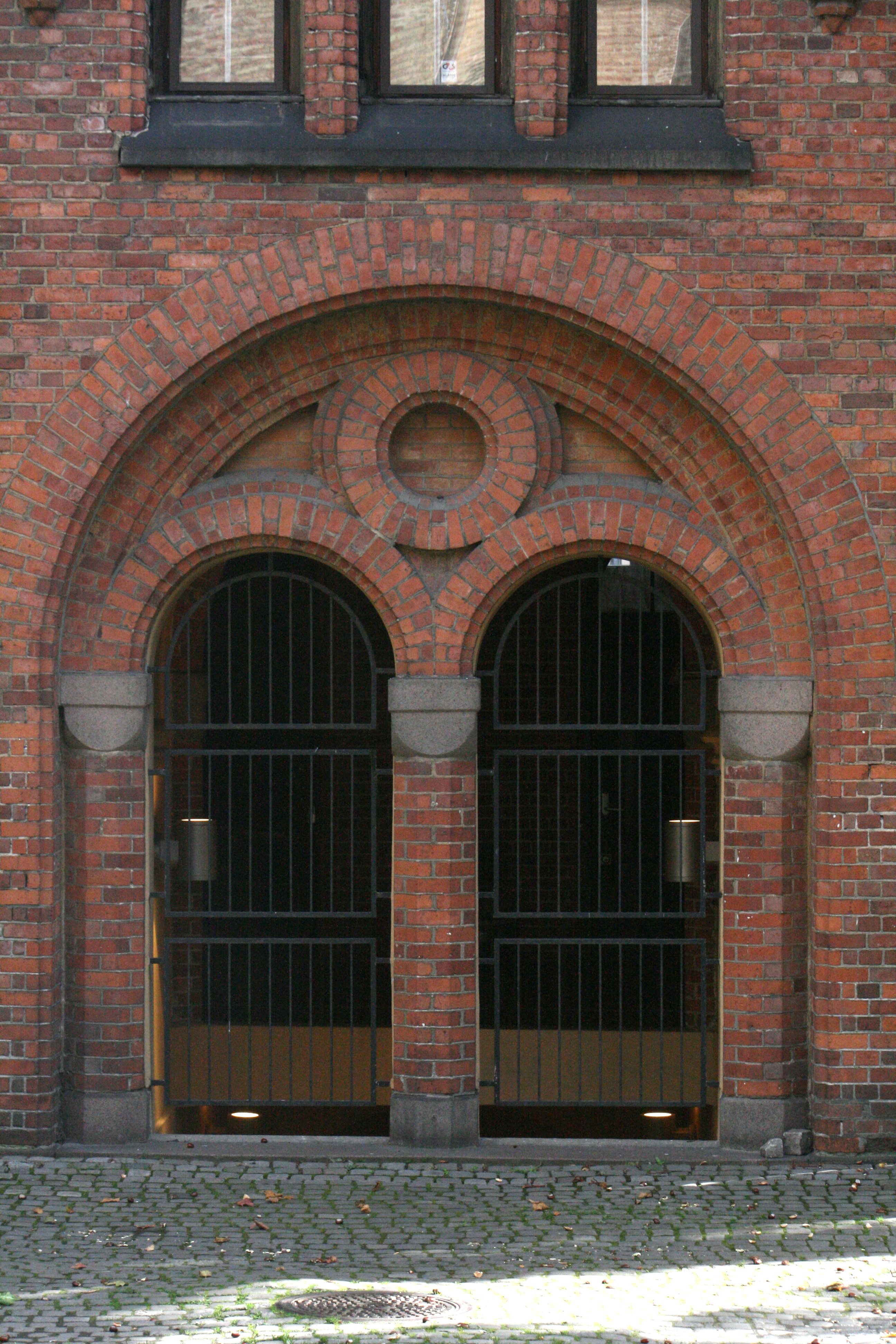
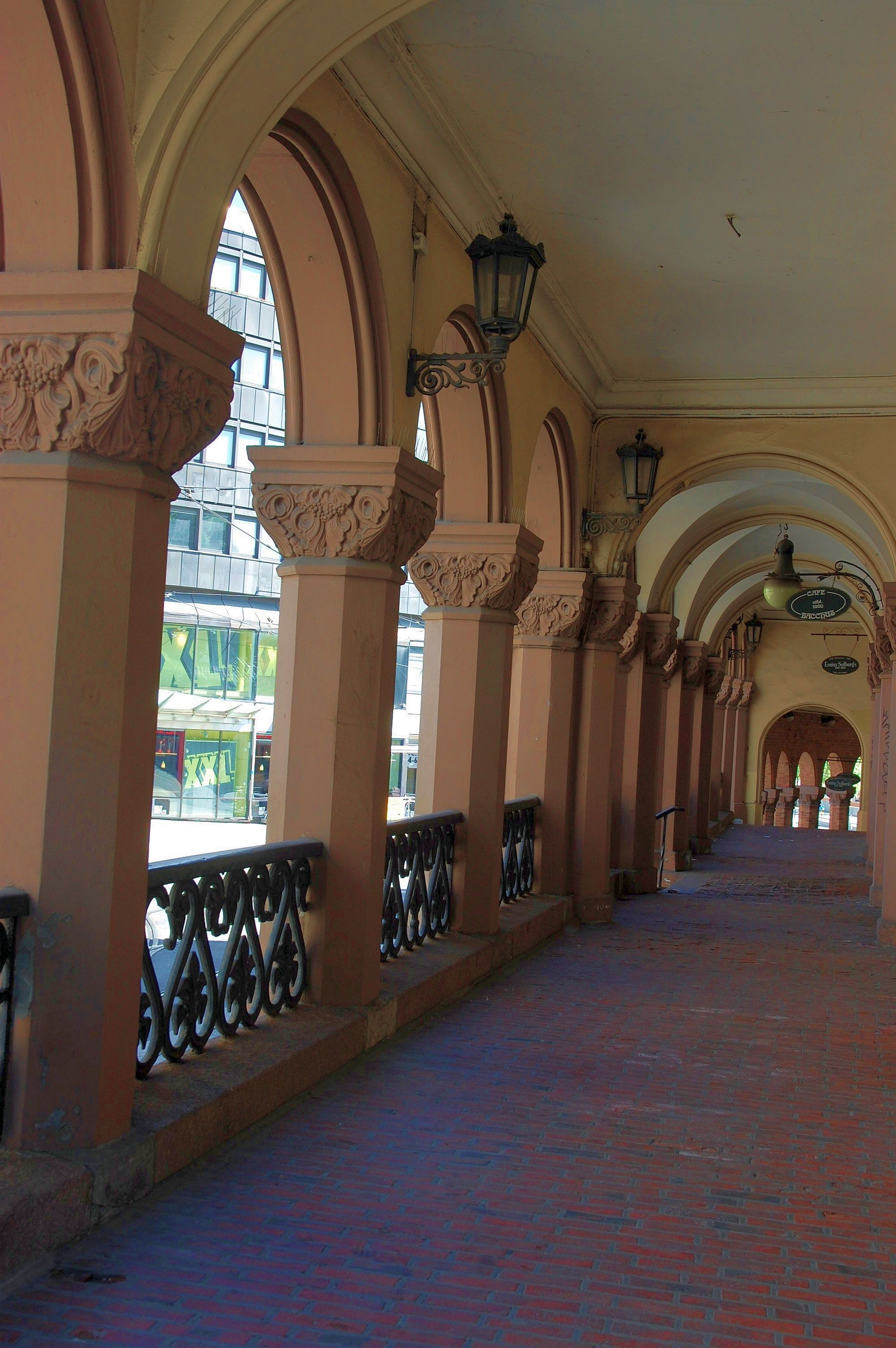
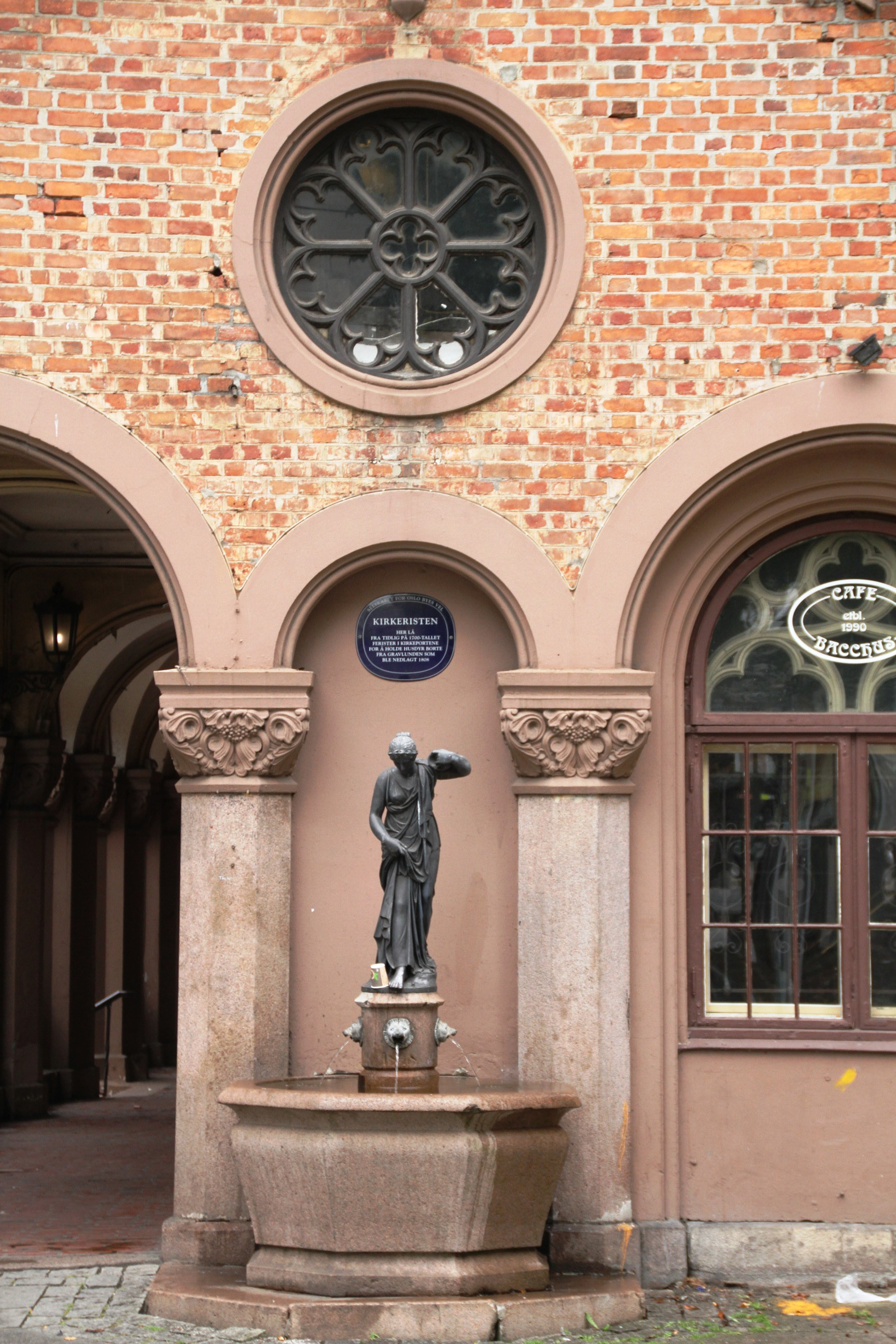
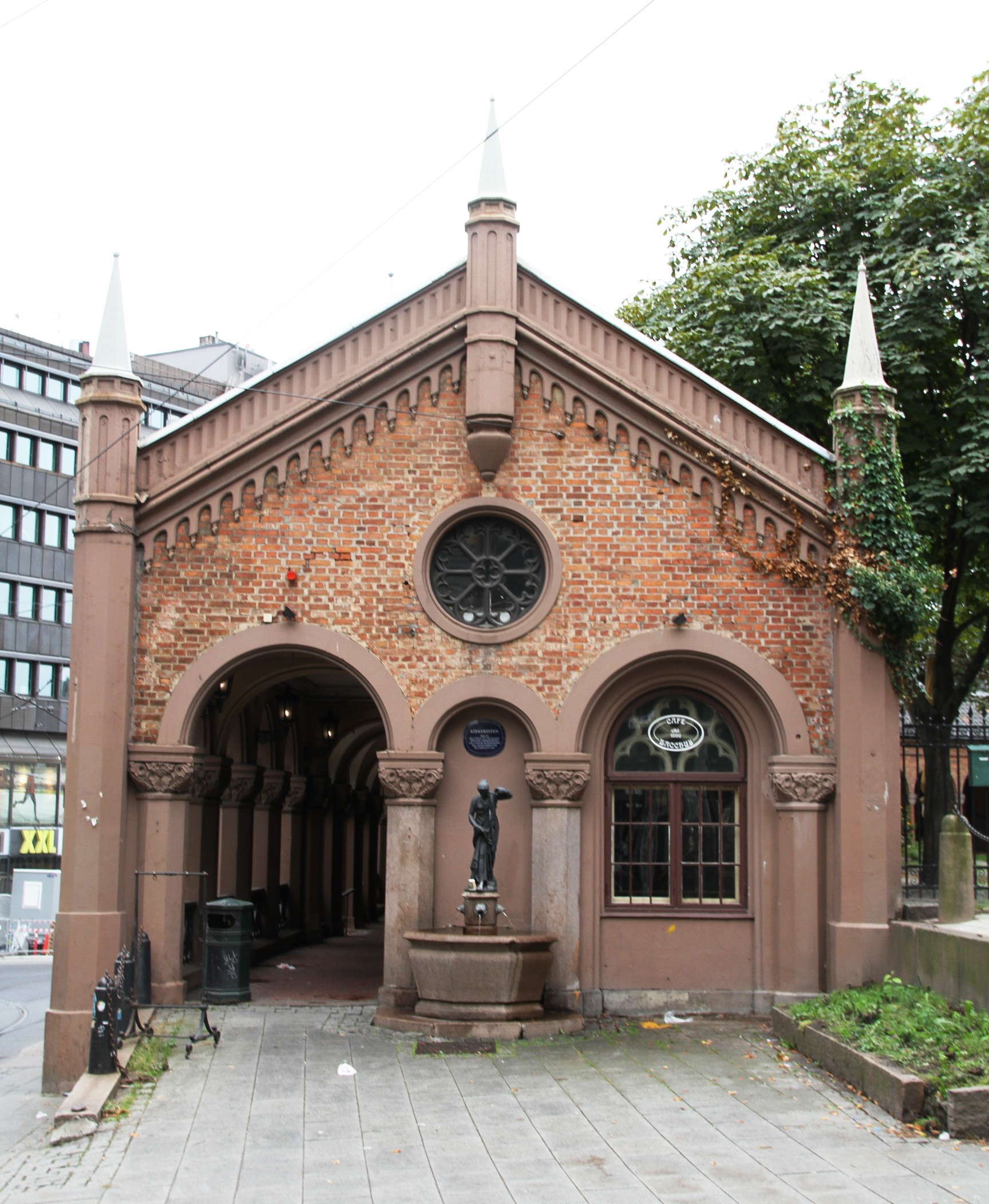
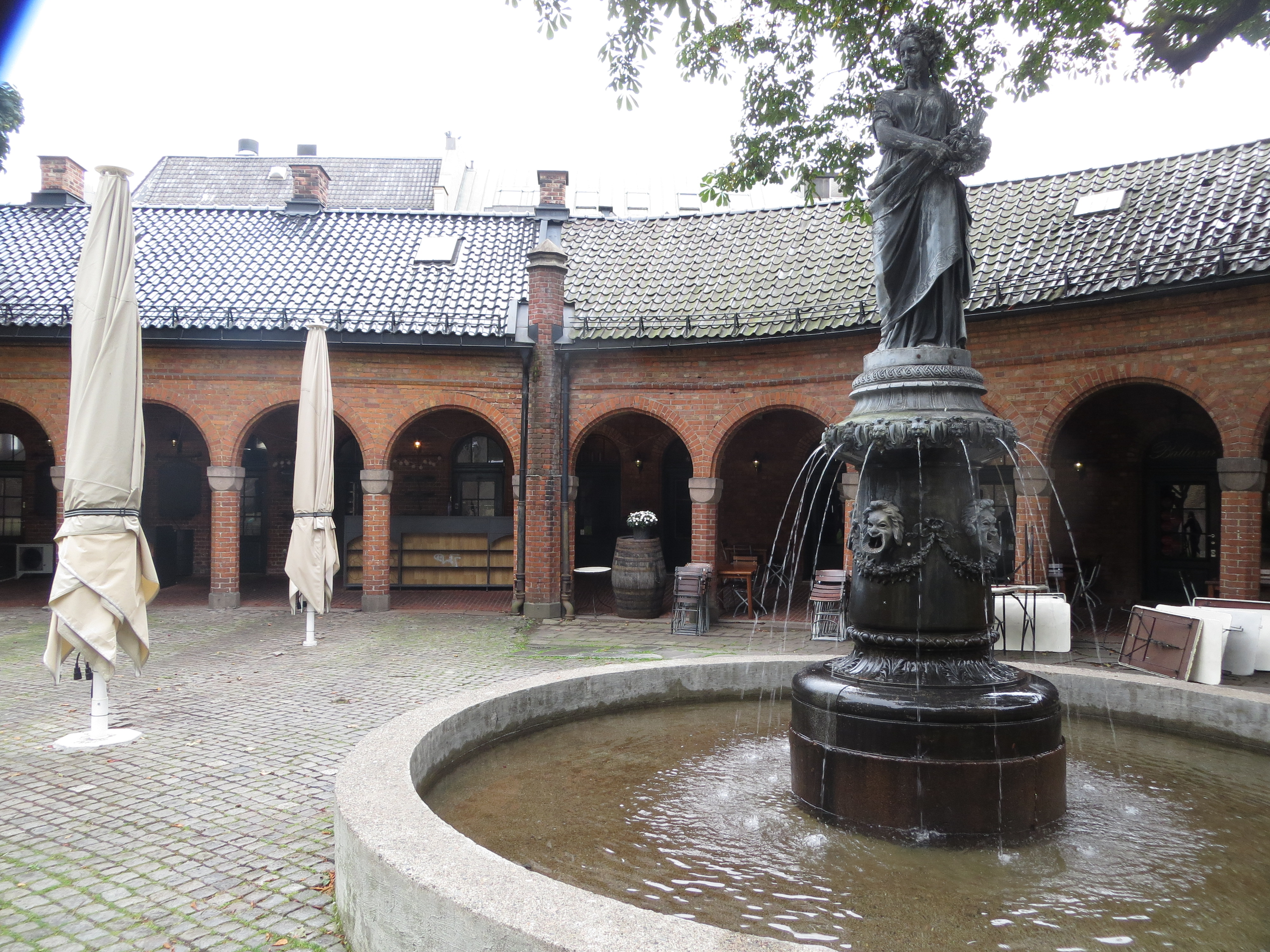